# 4909 Couteau
4909 Couteau è un asteroide della fascia principale. Scoperto nel 1949, presenta un'orbita caratterizzata da un semiasse maggiore pari a 2,2737832 UA e da un'eccentricità di 0,2465089, inclinata di 2,40894° rispetto all'eclittica.

## Nome
Chiamato in questo modo in onore di Paul Couteau, astronomo che dal 1959 si è dedicato all'osservazione delle stelle doppie presso l'Osservatorio di Nizza.